# Bazylika św. Szczepana w Rzymie
Bazylika św. Szczepana w Rzymie (wł. Basilica di Santo Stefano Rotondo al Celio) – kościół tytularny w Rzymie na wzgórzu Celius.
Jeden z najstarszych kościołów chrześcijańskich w Rzymie (powstał w V wieku). Charakteryzuje się okrągłą bryła budynku (stąd rotondo we włoskiej nazwie).
Świątynia ta jest kościołem rektoralnym parafii Santa Maria in Domnica alla Navicella oraz kościołem tytularnym, mającym również rangę bazyliki mniejszej. Jest też kościołem stacyjnym z szóstego piątku Wielkiego Postu.

## Lokalizacja
Kościół znajduje się w I Rione Rzymu – Monti przy Via di Santo Stefano Rotondo.

## Patron
Patronem świątyni jest św. Szczepan – jeden z pierwszych siedmiu diakonów. Poniósł on śmierć męczeńską za wiarę w Jerozolimie około 36 roku i jest uważany za pierwszego męczennika chrześcijańskiego.

## Historia
Kościół został wybudowany w V wieku na polecenie papieża Leona I. Konsekrował go prawdopodobnie papież Symplicjusz pomiędzy 468 a 483 rokiem. Świątynia ta była pierwszym kościołem w Rzymie zbudowanym na okrągłym planie wzorowanym na bazylice Grobu Świętego w Jerozolimie. Kościół jako Titulus S. Stephani in Coelio Monte został po raz pierwszy wymieniony na rzymskim synodzie w 499 roku.
Pierwotnie plan kościoła opierał się na czterech współśrodkowych kołach, na które nałożono krzyż grecki.
W VI wieku został upiększony przez papieży Jana I i Feliksa IV. W roku 1130 papież Innocenty II dodał dodatkowe łuki wewnątrz kościoła. W roku 1454 przeprowadzono renowację na polecenie papieża Mikołaja V, w trakcie której zostało zamurowanych 14 z 22 okien kościoła. Wtedy też kościół został przekazany paulinom, jedynemu zakonowi węgierskiemu w Rzymie. Z tego względu kościół też uznawany jest za nieoficjalny kościół węgierski w Rzymie. W 1579 kościół został przejęty przez węgierskich jezuitów.

## Architektura i sztuka
Loggia wejściowa składa się z arkady o pięciu łukach oddzielonych starożytnymi kolumnami z szarego granitu z impostami, ale bez kapiteli.
Centralny ołtarz został zainstalowany przez florenckiego artystę Bernardo Rossellino w 1455 roku. Znajduje się on na podwyższeniu otoczonym przez niską ośmiokątną kamienną przegrodę autorstwa Niccolò Circignani z roku 1580. Przegroda ta ma dwa przeciwległe wejścia.
Ściana zewnętrzna bazyliki ozdobiona jest freskiem złożonym z trzydziestu czterech dużych paneli z lat 1572–1585, zamówionych przez papieża Grzegorza XIII i przedstawiających cierpienia męczenników. Większość tych malowideł jest autorstwa Niccolò Circignaniego.
Kaplica św. Prymusa i Felicjana
Na lewo od wejścia znajduje się kaplica świętych Prymusa i Felicjana zbudowana w VII wieku na polecenie papieża Teodora I i przeznaczona na miejsce przechowywania relikwii świętych, którym była dedykowana. Koncha apsydy zawiera mozaikę z VII wieku z przedstawieniem ich postaci, natomiast na ścianach znajdują się freski Antonio Tempesta z 1586 roku obrazują męczeństwo świętych. Ołtarz z polichromowanego marmuru jest autorstwa Filippo Barigioni i pochodzi z 1736 roku.

## Kardynałowie prezbiterzy
Bazylika św. Szczepana jest jednym z kościołów tytularnych nadawanych kardynałom-prezbiterom (Titulus Sancti Stephani in Coelio Monte).
- Marcellus (udokumentowany w 499)
- Benedictus (udokumentowany w 993)
- Crescentius (udokumentowany w 1015)
- Sasso de Anagni (1116–1131, od 1130 w obediencji antypapieża Anakleta II)
- Martinus (1132–1142)
- Rainerius (1143–1144)
- Villano (1144–1146)
- Gerard (1151–1158)
- Gero (udokumentowany w 1172), kardynał w obediencji antypapieża Kaliksta III
- Vibiano (1175–1184)
- Giovanni di Salerno OSB (1190–1208)
- Robert Corson (1212–1219)
  - Romano Bonaventura, in commendam (1225-1243)
  - Leonardo Patrasso, in commendam (1305-1311)
- Michel du Bec-Crespin (1312–1318)
- Pierre Le Tessier (1320–1325)
- Pierre de Montemart (1327–1335)
- Guillaume d’Aure OSB (1339–1353)
- Élie de Saint-Yrieix OSB (1356–1363)
- Guillaume d’Aigrefeuille OSBCluny (1367–1401, od 1378 w obediencji awiniońskiej)
- Guglielmo de Altavilla (obediencja rzymska 1383?–1389)
- Angelo Cino (obediencja rzymska 1408–1412)
- Pierre Ravat (obediencja awiniońska 1408–1417)
- Pierre de Foix OFM (1417–1431)
- Jean Carrier (obediencja awiniońska 1422–1423)
- Regnaud de Chartres (1440–1444)
- Jean d’Arces (1444–1449), kardynał w obediencji antypapieża Feliksa V
- Jean Rolin (1450–1483)
- Giovanni Giacomo Schiaffinati (1483–1497)
- Jaime de Casanova (1503–1504)
- Antonio Trivulzio (1504–1508)
- François Guillaume de Clermont (1509–1523)
- Bernhard von Cles (1530–1539)
- David Beaton (1539–1546)
- Giovanni Girolamo Morone (1549–1553)
- Giovanni Angelo de Medici (1553–1557)
- Fulvio Giulio della Corgna OSIoHier (1557–1562)
- Girolamo di Corregio (1562–1568)
- Diego Espinosa Arévalo (1568–1572)
- Zaccaria Delfino (1578–1579)
- Matthieu Cointerel (1584–1585)
- Federico Cornaro (1586–1590)
- Antonio Maria Sauli (1591–1603)
- Giacomo Sannesio (1604–1621)
- Lucio Sanseverino (1621–1623)
- Bernardino Spada (1627–1642)
- Juan de Lugo SJ (1644)
- Giovanni Giacomo Panciroli (1644–1651)
- Marcello Santacroce Publicola (1652–1674)
- Bernardino Rocci (1675–1680)
- Raimondo Capizucchi OP (1681–1687)
- Francesco Bonvisi (1689–1700)
- Giovanni Battista Tolomei SJ (1712–1726)
- Giovanni Battista Salerno SJ (1726–1729)
- Camillo Cybo (1729–1731)
- Antonio Saverio Gentili (1731-1747)
- Filippo Maria Monti (1747–1754)
- Fabrizio Serbelloni (1754–1763)
- Pietro Paolo Conti (1763–1770)
- Ludovico Calini (1771–1782)
- Nicola Colonna di Stigliano (1786–1796)
- Etienne-Hubert de Cambacérès (1805–1818)
- Francesco Tiberi Contigliano (1834–1839)
- Fabio Maria Asquini (1845–1877)
- Manuel García Gil (1877–1881)
- Paulus Melchers (1885–1895)
- Sylwestr Sembratowycz (1896–1898)
- Jakob Missia (1899–1902)
- Lev Skrbenský Hříště (1902–1938)
- József Mindszenty (1946–1975)
- Friedrich Wetter (1985–nadal)